# 荻川村
荻川村（おぎかわむら）は、かつて新潟県中蒲原郡にあった村。1939年11月1日の編入合併によって消滅し、現在は新潟市秋葉区の一部となっている。
以下の記述は合併直前当時の旧荻川村に関しての記述であり、現在では名称等が異なる場合がある。なお、ここに記述されていない内容に関しては新潟市などの記事を参照。

## 概要
1901年（明治34年）から1939年（昭和14年）まで存在した村。三方を小阿賀野川、能代川、信濃川に囲まれた低平地に位置する。村名は合併した村名から1字ずつとったもので、村役場は大字中野に設置された。

## 沿革
- 1901年（明治34年）11月1日 - 中蒲原郡荻野村、川結村が合併して、荻川村が発足。
- 1939年（昭和14年）11月1日 - 中蒲原郡新津町に編入され消滅。

## 交通

### 鉄道路線
- 日本国有鉄道
  - 信越本線
    - 荻川駅